# 大炊御門信名
大炊御門 信名（おおいのみかど のぶな）は、江戸時代前期の廷臣。

## 概要
主に霊元天皇（112代）に仕え、官位は正四位下左近衛中将まで進んだ。父は太政大臣近衛基熙。母は品宮常子内親王（後水尾天皇皇女）。養父は左大臣。同母兄に関白近衛家熙、同母姉に熙子（徳川家宣室）、妹に脩子（閑院宮直仁親王妃）がいる。幼名は直君。

## 来歴
近衛家の二男として生まれる。幼いころより病弱であったことが、母常子内親王の日記（无上法院殿御日記）より知られる。詳しい理由は分からないが、養父・経光の実子は、内藤義恭という人物の養子に入り、内藤義竜となっており、大炊御門家の嫡男がいなくなったため、天和2年（1682年）、信名が大炊御門家に養子に入ることとなった。天和4年（1684年）1月27日、中将となる。しかし同年10月14日に死去。享年16。
大炊御門家は内藤義竜の子経音が養子に入って継いだ。

## 家族
- 父：近衛基熙
- 母：常子内親王
- 養父：大炊御門経光
- 妻：無
  - 養子：大炊御門経音（実父は義弟の内藤義竜）

## 系譜

### 大炊御門家
大炊御門家は、藤原師実の子である藤原経実を始祖とし、清華家の一つであった。

### 近衞家
近衞家は、藤原忠通の子である近衞基実を始祖とし、五摂家の一つであった。

### 皇室との関係
後陽成天皇の男系四世子孫である。後陽成天皇の第四皇子で近衛家を継いだ近衛信尋の男系後裔。

詳細は皇別摂家#系図も参照のこと。